# 욕 (불교)
욕(欲)은 불교에서 크게 두 가지 다른 뜻이 있다.  하나는 탐욕(貪欲)의 줄임말로서 탐(貪)의 다른 말로서의 용법이다. 다른 하나는 욕구 또는 원함의 뜻으로서의 용법이다. 전자의 탐욕의 뜻으로서의 욕은 항상 번뇌이지만 후자의 욕구 또는 원함은 악과 상응하는 경우 악욕(惡欲)이 되어 번뇌가 되고 선과 상응하는 경우 선욕(善欲)이 선이 된다.

## 탐욕의 뜻으로서의 욕
탐욕(貪欲) 또는 탐(貪)은 갈애(渴愛, 산스크리트어: trsnā) · 욕(欲, 탐욕의 줄임말로서의 욕) · 애(愛) · 애탐(愛貪) · 탐독(貪毒) · 탐애(貪愛) · 탐욕(貪欲) 또는 탐착(貪著, 貪着)이라고도 한다.

## 욕구의 뜻으로서의 욕
욕(欲, 산스크리트어: chanda, 팔리어: chanda, 영어: intention, interest, desire to act, aspiration)은 다음의 분류, 그룹 또는 체계의 한 요소이다.
- 선욕(善欲)은 고타마 붓다가 설한 37도품(三十七道品) 중 4신족(四神足) 가운데 욕신족(欲神足)에 해당한다.
- 부파불교의 설일체유부의 5위 75법에서 심소법(心所法: 46가지) 중 대지법(大地法: 10가지) 가운데 하나이다.[4][5]
- 대승불교의 유식유가행파와 법상종의 5위 100법에서 심소법(心所法: 51가지) 중 별경심소(別境心所: 5가지) 가운데 하나이다.[5]

욕(欲)은 지어야 할 일을 바라고, 구하고, 하고자 하는 마음작용이다.
욕(欲: 원함, 욕구, 희망, 하고자 함)에는 선(善)과 상응한 욕(欲)인 선욕(善欲: 선한 원함, 욕구, 희망) 즉 선한 욕구 또는 착한 욕구와 악(惡)과 상응한 욕인 악욕(惡欲: 불선한 원함, 욕구, 희망) 즉 악한 욕구 · 사악한 욕구 · 나쁜 욕구 또는 그릇된 욕구가 있다.
선욕(善欲)은 정진(精進, 勤)의 마음작용이 일어나게 하는 역할을 한다. 반면, 악욕(惡欲)은 정진(精進, 勤)의 마음작용이 일어나지 않게 하거나 사정진(邪精進, 邪方便)의 마음작용이 일어나게 한다. 악욕(惡欲)들 중에서 타인의 재물(財物: 돈이나 그 밖의 값나가는 모든 물건), 즉 돈 등의 재화나 공적, 명예 또는 지식을 빼앗거나 가로채거나 도용함으로써 자기 것으로 할려는 욕구[欲: 원함, 희망, 하고자 함], 즉 불변의 원인과 결과의 법칙에 스스로를 상응시키는 바른 노력(정정진) 없이 쉽게 얻으려는 욕구[欲: 원함, 희망, 하고자 함]가 곧, 불선근이자 근본번뇌 중의 하나인, 탐(貪)의 마음작용이다.

## 같이 보기
- 마음작용

## 참고 문헌
- 권오민 (2003). 《아비달마불교》. 민족사.
- 세친 지음, 현장 한역, 권오민 번역 (K.955, T.1558). 《아비달마구사론》. 한글대장경 검색시스템 - 전자불전연구소 / 동국역경원. K.955(27-453), T.1558(29-1). |title=에 외부 링크가 있음 (도움말)
- 운허.  동국역경원 편집, 편집. 《불교 사전》. |title=에 외부 링크가 있음 (도움말)
- 호법 등 지음, 현장 한역, 김묘주 번역 (K.614, T.1585). 《성유식론》. 한글대장경 검색시스템 - 전자불전연구소 / 동국역경원. K.614(17-510), T.1585(31-1). |title=에 외부 링크가 있음 (도움말)
- 황욱 (1999). 《무착[Asaṅga]의 유식학설 연구》. 동국대학원 불교학과 박사학위논문.
- (영어) Guenther, Herbert V. &  Leslie S. Kawamura (1975). 《Mind in Buddhist Psychology: A Translation of Ye-shes rgyal-mtshan's "The Necklace of Clear Understanding"》 Kile판. Dharma Publishing.
- (중국어) 무착 조, 현장 한역 (T.1605). 《대승아비달마집론(大乘阿毘達磨集論)》. 대정신수대장경. T31, No. 1605, CBETA. |title=에 외부 링크가 있음 (도움말)
- (중국어) 星雲. 《佛光大辭典(불광대사전)》 3판. |title=에 외부 링크가 있음 (도움말)
- (중국어) 세친 조, 현장 한역 (T.1558). 《아비달마구사론(阿毘達磨俱舍論)》. 대정신수대장경. T29, No. 1558, CBETA. |title=에 외부 링크가 있음 (도움말)
- (중국어) 세친 조, 현장 한역 (T.1612). 《대승오온론(大乘五蘊論)》. 대정신수대장경. T31, No. 1612, CBETA. |title=에 외부 링크가 있음 (도움말)
- (중국어) 호법 등 지음, 현장 한역 (T.1585). 《성유식론(成唯識論)》. 대정신수대장경. T31, No. 1585, CBETA. |title=에 외부 링크가 있음 (도움말)